# Limítate
Limítate es el nombre de una canción y de un sencillo de la banda madrileña Hamlet. El sencillo incluía la canción homónima, otro tema hecho en colaboración con el grupo de rap Duo Kie, y una versión del tema "Out in the Cold", de los británicos Judas Priest. Se grabó un vídeo para la canción "Limítate", el cual tiene cierto parecido al de la canción de Papa Roach "Between Angels and Insects". Esto puede ser debido a que ambos vídeos fueron producidos por el mismo director. En dicho videoclip de Hamlet, aparte de los miembros de la banda, se puede ver a Pilar Rubio, en aquel momento pareja sentimental del vocalista, J. Molly.

## Listado de canciones
- Limítate (J. Molly, L. Tárraga)
- Mal camino (en colaboración con Duo Kie) (J. Díaz, E. Sánchez, J. Molly)
- Out In The Cold (versión de Judas Priest) (G. Tipton, K. Downing, R. Halford)

## Créditos
- J. Molly, voz
- Luis Tárraga, guitarra
- Pedro Sánchez, guitarra
- Paco Sánchez, batería
- Augusto Hernández, bajo
- Duo Kie, colaboración en la canción "Mal camino".